# 長沙里之戰：被遺忘的英雄
是一部2019年上映的韓國戰爭片，改編自真實事件，以韓國長沙里登陸戰為背景，講述平均年齡只有17歲、訓練僅兩週、沒有記錄進歷史的772名學徒士兵參加長沙登陸戰的故事。由《犧牲復活者》《暗数杀人》的導演郭景泽與《IRIS 2》的導演金太勳共同執導，金明民、崔珉豪、金聖喆、金吝勸及郭時暘主演，於2019年9月25日在韓國上映。

## 演出陣容

### 主要人物
- 金明民 飾演 李明俊
- 崔珉豪 飾演 崔成弼
- 金聖喆 飾演 奇河崙
- 金吝勸 飾演 柳泰錫
- 郭時暘 飾演 朴燦年

### 其他人物
- 乔治·伊兹 飾演 Steven
- 梅根·福克斯 飾演 Maggie
- 張智健 飾演 具滿得
- 李皓京 飾演 文宗女
- 李宰旭 飾演 李開泰
- 韓哲宇 飾演 文山號船長
- 黃在烈 飾演 文山號航海師
- 金旻奎 飾演 崔在弼
- 李哲民 飾演 人民軍隊長
- 張明峽 飾演 鳥致院號船長
- 金美花 飾演 奇河崙的母親

### 特別出演
- 明桂南 飾演 林春奉

## 獎項榮譽
| 年份   | 頒獎禮           | 獎項         | 入圍者 | 結果 |
| ------ | ---------------- | ------------ | ------ | ---- |
| 2021年 | 第40屆黃金攝影獎 | 評審團特別獎 | 崔珉豪 | 獲獎 |

## 外部連結
- Daum上《長沙里之戰：被遺忘的英雄》的資料

- 韩国电影数据库（KMDb）上《長沙里之戰：被遺忘的英雄》的資料
- 互联网电影数据库（IMDb）上《長沙里之戰：被遺忘的英雄》的资料（英文）
- 豆瓣电影上《長沙里之戰：被遺忘的英雄》的資料 （简体中文）